# Альтиани
Альтиани (фр. Altiani, корс. Altiani) — коммуна во Франции, находится в регионе Корсика. Департамент коммуны — Верхняя Корсика. Входит в состав кантона Бустанико. Округ коммуны — Корте.
Код INSEE коммуны — 2B012.

## Население
Население коммуны на 2008 год составляло 107 человек.
| 1962 | 1968 | 1975 | 1982 | 1990 | 1999 | 2008 |
| ---- | ---- | ---- | ---- | ---- | ---- | ---- |
| 104  | 126  | 126  | 100  | 90   | 95   | 107  |

## Экономика
В 2007 году среди 48 человек в трудоспособном возрасте (15—64 лет) 31 были экономически активными, 17 — неактивными (показатель активности — 64,6 %, в 1999 году было 36,6 %). Из 31 активных работали 28 человек (16 мужчин и 12 женщин), безработных было 3 (1 мужчина и 2 женщины). Среди 17 неактивных 2 человека были учениками или студентами, 4 — пенсионерами, 11 были неактивными по другим причинам.

## Фотогалерея

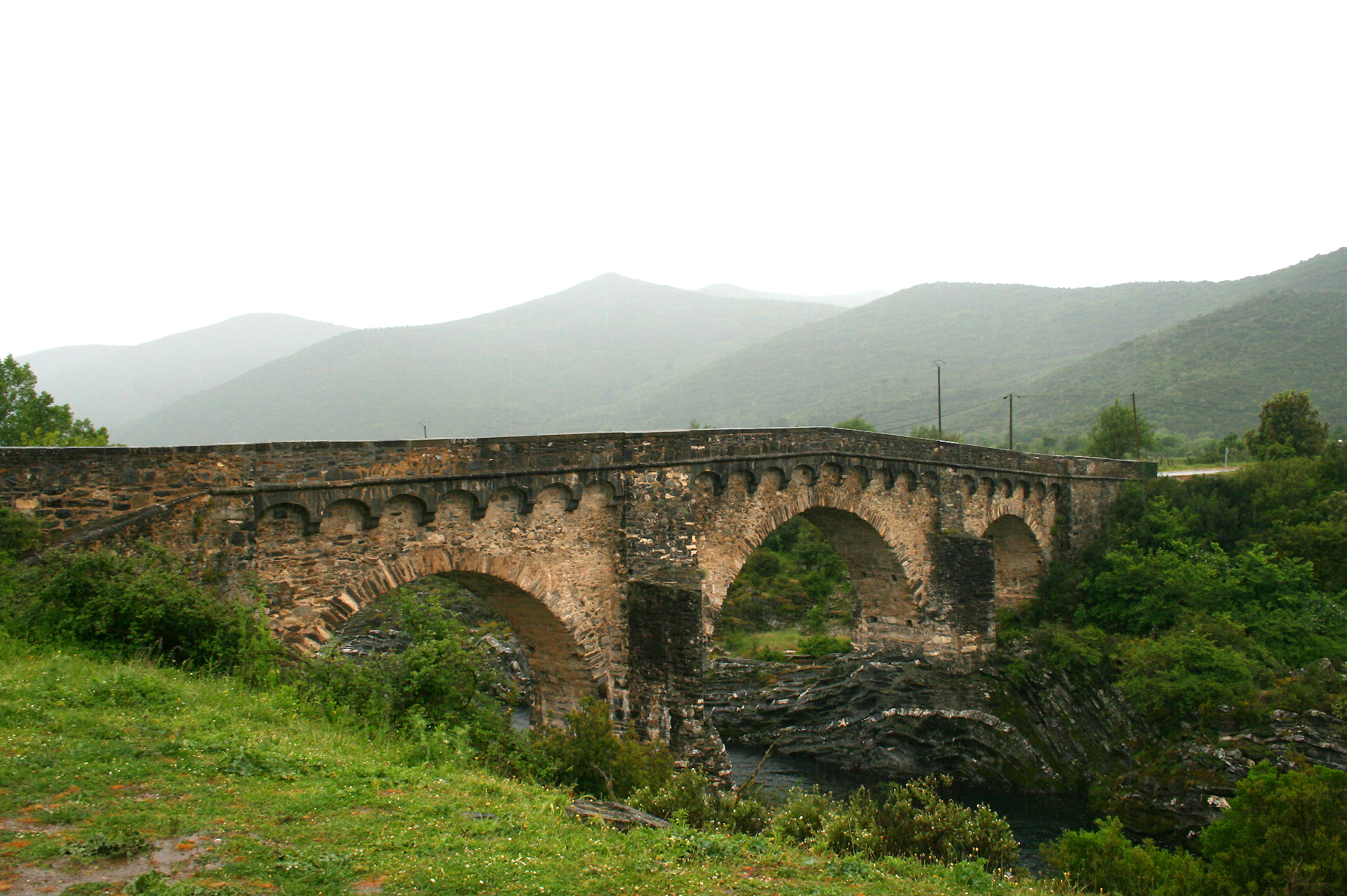
Старинный генуэзский мост
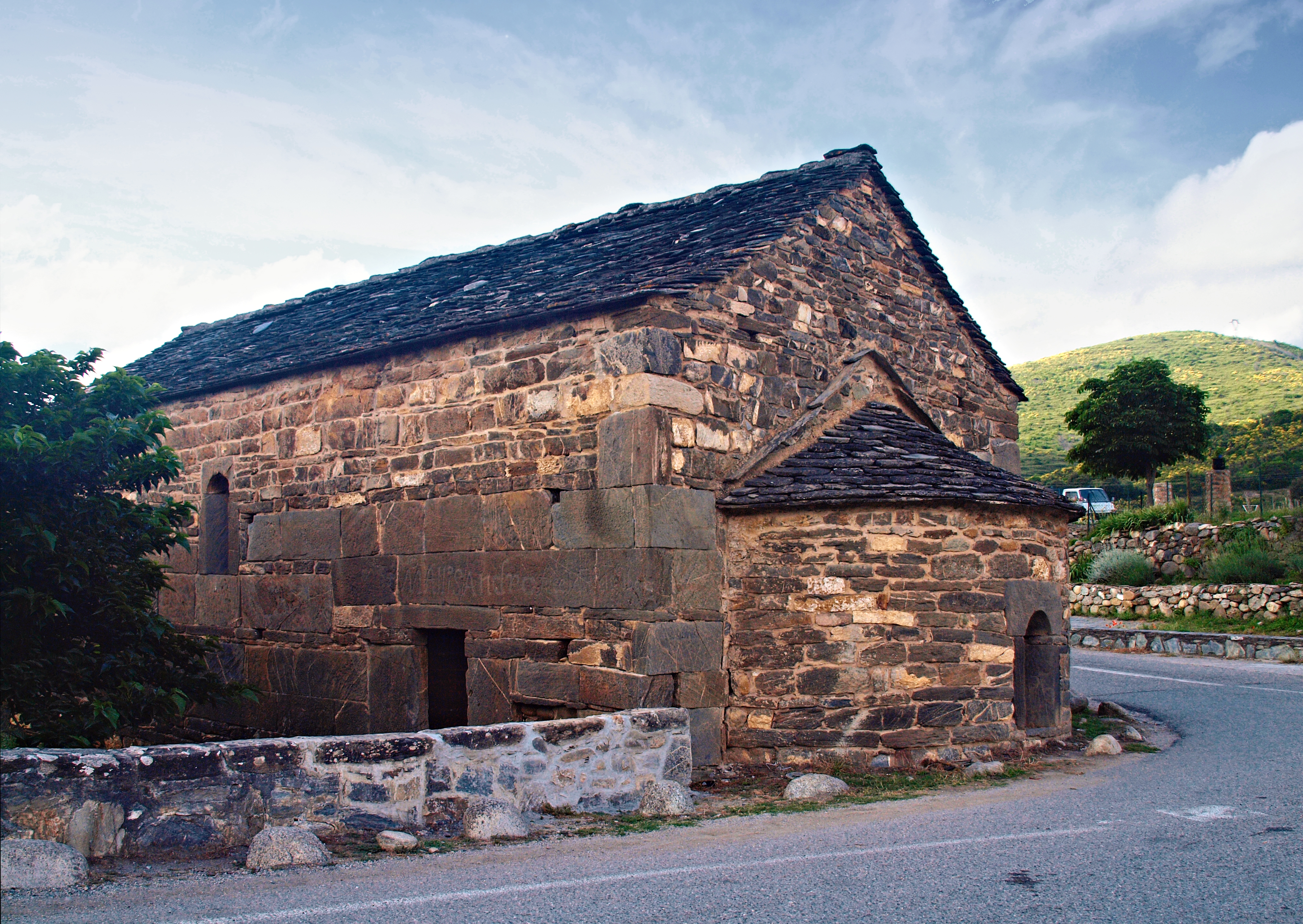
Церковь св. Иоанна
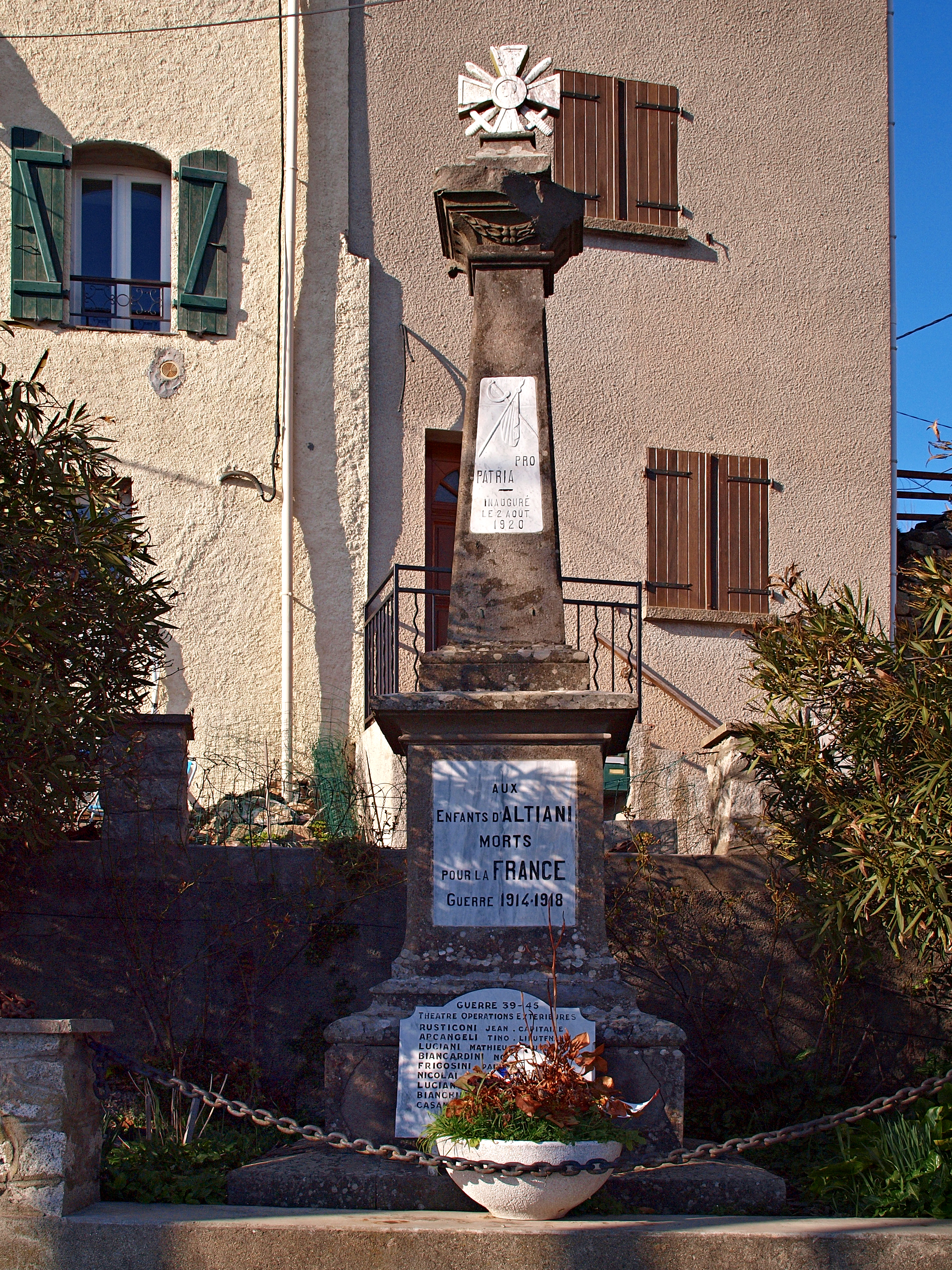
Памятник погибшим в Первой мировой войне